# Mario Da Vinci
Mario Da Vinci, nombre artístico de Alfonso Sorrentino (Nápoles, 14 de marzo de 1942 – Nápoles, 10 de mayo de 2015) fue un cantante y actor de Canzone Napoletana italiano, padre del también cantante Sal Da Vinci.

## Trayectoria artística
Hijo de un pescador, grabó 13 álbumes y más de 60 sencillos durante toda su carrera que empezó en la década de los 60. Da Vinci participó en cuatro ocasiones en el Festival de Nápoles, ganando la edición de1981 con la canción "’A mamma". También tuvo intervenciones en la televisión, el teatro y el cine.

## Discografía
Álbum
- 1964: Nostalgia di Napoli
- 1973: ’O bello per tutte le belle
- 1976: Miracolo 'e Natale
- 1977: Mario & Sal Da Vinci Vol. 1
- 1977: Mario & Sal Da Vinci Vol. 2
- 1977: ’O scugnizzo e 'o signore
- 1978: Figlio mio sono innocente
- 1979: Vasame ancora
- 1979: Napoli storia d'amore e di vendetta
- 1980: Muntevergine (Mamma Schiavona)
- 1981: ’O motorino
- 1982: Annabella
- 1983: Footing